# Rui Vinhas
Rui Pedro Carvalho Vinhas, conegut com a Rui Vinhas, (Sobrado, Valongo, districte de Porto, 6 de desembre de 1986) és un ciclista portuguès, professional des del 2011 i actualment a l'equip W52-FC Porto. La seva principal victòria ha estat la Volta a Portugal de 2016.

## Palmarès
- 2016
  - 1r a la Volta a Portugal
- 2019
  - Vencedor d'una etapa del Trofeu Joaquim Agostinho